# Alfred von Lindheim
Alfred rytíř von Lindheim (11. října 1836, Ołdrzychowice Kłodzkie – 25. prosince 1913, Vídeň) byl německo-rakouský obchodník a podnikatel, ředitel vídeňské obchodní banky, člen státní železniční rady a poslanec zemského sněmu.

## Život
Narodil se v roce 1835 jako čtvrté dítě průmyslníka Hermanna Dietricha Lindheima (1790–1860) a jeho ženy Estelly Marie Mevilové (1806–1878). Za otcovy zásluhy v rozvoji průmyslu získali jeho synové šlechtický titul, baron - von. Oženil se s Mathildou von Vivenot (1873–?), se kterou měl tři děti:
Podílel s na vedení železáren v Čechách a spolupracoval s Pražskou železářskou společností (PŽS). Aktivně studoval hospodářskou ekonomii. V roce 1868 se stal ředitelem komerční banky a po spojení s Union bankou byl členem bankovní rady. V roce 1869 založil ve Vídni soukromou telefonní společnost, která ve Vídni zavedla telefon. V letech 1876 – 1878 byl viceprezident a v letech 1879–1909 presidentem burzovního rozhodčího soudu ve Vídni. V roce 1889 zřídil zemský hypoteční ústav pro Vídeň a Dolní Rakousy. V roce 1891 se stal presidentem obchodního spolku a o dva roky později zřídil Kupeckou besedu se školní přípravkou.
Jako poslanec působil 35 let, zejména v oblasti veřejného zdraví. Od roku 1878 se věnoval boji proti tuberkulóze a k tomuto tématu napsal několik publikací. V roce 1901 stanul v čele antituberkulózního hnutí v zemském sněmu.
V letech 1881–1885 byl majitelem zámku Schönau.

## Potomci
- Alfred jun. von Lindheim (1871–?)
- Valerie Estelle Mathilde von Lindheim (1873–?)
- Mathilde Estelle von Lindheim (1880–1949)